# تپه بچون
تپه بچون مربوط به هزاره دوم قبل از میلاد است و در شهرستان شوشتر، روستای پهوند سفلی واقع شده و این اثر در تاریخ ۲۲ آذر ۱۳۵۵ با شمارهٔ ثبت ۱۲۹۱ به‌عنوان یکی از آثار ملی ایران به ثبت رسیده است.